# Progreso Lakes
Progreso Lakes è un centro abitato degli Stati Uniti d'America situato nella contea di Hidalgo dello Stato del Texas, al confine con il Messico.
La popolazione era di 240 persone al censimento del 2010. Fa parte dell'area metropolitana di McAllen–Edinburg–Mission e Reynosa–McAllen.

## Geografia fisica
Progreso Lakes è situata a 26°04′24″N 97°57′41″W (26.073384, -97.961371). Si trova lungo la FM 1015 nel sud della contea di Hidalgo, a sud di Progreso e sei miglia a sud di Weslaco. La città, costituita nel 1979, si trova nei pressi dei laghi Lion e Moon, due lanche.
Secondo lo United States Census Bureau, ha un'area totale di 2,2 miglia quadrate (5,7 km²), di cui 2,1 miglia quadrate (5,4 km²) di terreno e 0,1 miglia quadrate (0,26 km², 4.11%) d'acqua.
Il Progreso-Nuevo Progreso International Bridge sul Rio Grande, collega la città con Nuevo Progreso, Tamaulipas, Messico.

## Società

### Evoluzione demografica
Secondo il censimento del 2000, c'erano 234 persone, 83 nuclei familiari e 68 famiglie residenti nella città. La densità di popolazione era di 111,4 persone per miglio quadrato (43,0/km²). C'erano 88 unità abitative a una densità media di 41,9 per miglio quadrato (16,2/km²). La composizione etnica della città era formata dal 97,86% di bianchi, lo 0,43% di asiatici, l'1,71% di altre razze. Ispanici o latinos di qualunque razza erano il 39,74% della popolazione.
C'erano 83 nuclei familiari di cui il 33,7% aveva figli di età inferiore ai 18 anni, il 73,5% aveva coppie sposate conviventi, il 6,0% aveva un capofamiglia femmina senza marito, e il 16,9% erano non-famiglie. Il 13,3% di tutti i nuclei familiari erano individuali e il 4,8% aveva componenti con un'età di 65 anni o più che vivevano da soli. Il numero di componenti medio di un nucleo familiare era di 2,82 e quello di una famiglia era di 3,13.
La popolazione era composta dal 24,8% di persone sotto i 18 anni, il 5,6% di persone dai 18 ai 24 anni, il 23,9% di persone dai 25 ai 44 anni, il 27,4% di persone dai 45 ai 64 anni, e il 18,4% di persone di 65 anni o più. L'età media era di 43 anni. Per ogni 100 femmine c'erano 95,0 maschi. Per ogni 100 femmine dai 18 anni in giù, c'erano 91,3 maschi.
Il reddito medio di un nucleo familiare era di 68.125 dollari e quello di una famiglia era di 72.500 dollari. I maschi avevano un reddito medio di 55.417 dollari contro i 28.125 dollari delle femmine. Il reddito pro capite era di 24.029 dollari. Circa il 4,3% delle famiglie e il 4,2% della popolazione erano sotto la soglia di povertà, incluso il 3,3% di persone sotto i 18 anni di età e l'8,1% di persone di 65 anni o più.